# كارلوس لوبيز بوستامينت
كارلوس لوبيز بوستامينت (بالإسبانية: Carlos López Bustamante) هو صحفي فنزويلي، ولد في 1890 في ماراكايبو في فنزويلا، وتوفي في 1950 في شيكاغو في الولايات المتحدة.